# Железногорск-Илимский
Железного́рск-Или́мский — город (с 1965) в России, административный центр Нижнеилимского района Иркутской области.
Население — 21 621 чел. (2021).

## География
Город расположен на северо-востоке Лено-Ангарского плато, в 16 км от реки Илим, в 850 км от Иркутска по автодороге. Климат города Железногорска-Илимского резко континентальный, так как он находится на юго-востоке Среднесибирского плоскогорья. Среднегодовое количество осадков составляет 500 мм. Средняя температура января в городе составляет −17.2 С, средняя температура июля +18.4 С; среднегодовая температура воздуха +0.2 С. Вегетационный период длится 120 дней. На территории города и его пригородов наиболее распространены дерново-подзолистые и дерново-карбонатные почвы.

## История
История города восходит к г. Илимску (Илимскому острогу), основанному казаками на реке Илиме в 1630 году. С 1897 года Илимск — заштатный город, 512 жителей. При строительстве Усть-Илимской ГЭС острог оказался в районе затопления Усть-Илимским водохранилищем.
В 1948 году при месторождении железной руды у горы Железная образован посёлок Коршуниха. Название посёлка — по расположению на реке Коршунихе (правый приток Илима), а река названа по имени открывателя месторождения, русского рудознатца Шестачко Коршунова, жившего в XVII веке.
В 1950-х гг. в связи с началом современной добычи руды поселение получает статус рабочего посёлка и название Железногорск. В 1965 году он преобразуется в город с названием Железногорск-Илимский. Определение указывает на положение города при реке Илим и дано для отличия его от одноимённых городов в Курской области, а позднее Красноярском крае.
В 1965 году введён в эксплуатацию Коршуновский горно-обогатительный комбинат.
Осваивать Коршуновское железорудное месторождение начали в шестидесятые годы XX века, хотя известно о нём было давно. Строительство КГОКа и города Железногорска-Илимского стало возможным только после строительства железнодорожной магистрали Тайшет — Лена.
В 1956 году XX съезд КПСС принял решение о создании третьей металлургической базы на востоке страны. Намечено построить среди прочих объектов Коршуновский железный рудник в Восточной Сибири.
На правом берегу речки Коршунихи располагался посёлок геологоразведчиков — контора, барак, пекарня, баня.
В декабре 1956 г. на Коршунихе появились первые строители строительно-монтажного управления треста «Кузнецктяжстрой» Министерства строительства металлургической и химической промышленности СССР. Они приехали строить гигант чёрной металлургии. Рабочие расчистили в тайге, вблизи от железнодорожного разъезда, первые площадки для строительства жилья, начали строить первые жилые дома. В феврале 1957 г. в коллективе было 200 человек. В августе 1957 г. в Коршуниху прибыл отряд строителей из Братска. К ноябрю сданы в эксплуатацию первые постройки будущего города — шесть четырёхквартирных домов, баня, столовая, небольшая электростанция. В старый посёлок геологов проведено электричество. Но в связи с реорганизацией трест «Кузнецктяжстрой» перешёл в ведение Кемеровского совнархоза, который отказался от строительства КГОКа. Работы на Коршунихе были прекращены.
В конце 1957 г. по решению Совета народного хозяйства Восточно-Сибирского экономического района подрядчиком по строительству КГОКа с 1 января утверждается специальное управление «Братскгэсстрой». Специальным приказом по Братскгэсстрою в Коршунихе было создано новое подразделение — «Коршуновстрой».
В Коршуниху из разных городов прибывают строители. Растёт палаточный городок. Строительство КГОКа и города Железногорска-Илимского активизируется.
В апреле 1958 г. около палаточного городка открылось первое культурно-просветительное учреждение Коршунихи — клуб «Рудник». В нём начался показ звуковых фильмов.
В 1958 г. были выстроены первые кварталы посёлка из сборно-щитовых домов.
Начали строить восьмиквартирные брусовые дома на кирпичных фундаментах-цоколях, где располагаются магазины, учреждения, квартиры. Пролегают улицы: Ангарская, Ленская, Амурская. Самой первой была улица 40 летия ВЛКСМ.
В 1958 г. построены 77 сборно-щитовых домов, два каркасно-щитовых восьмиквартирных дома, 7 одноэтажных брусовых домов, 6 общежитий. Летом был построен первый капитальный детский сад. Построена почти за месяц первая трёхэтажная школа-десятилетка. Это было первое высотное здание в посёлке.
13 сентября 1958 г. населённый пункт Коршуниха был отнесён к категории рабочих посёлков с присвоением ему наименования «Железногорск».
В феврале 1959 г. бюро Иркутского обкома комсомола объявило сооружение КГОКа ударным комсомольским объектом.
В декабре 1959 г. приступил к выполнению своих обязанностей директор строящегося КГОКа В. В. Беломоин.
В начале 1961 г. в Коршуниху приехала группа московских инструкторов по передаче передовых методов труда.
В 1961 г. была построена и сдана в эксплуатацию школа № 2. Это была первая школа в кирпичном исполнении.
В 1961 г. строительство возглавил Матвей Исаакович Тест. Стало активнее продвигаться строительство жилья и культурно-бытовых объектов. Большая работа проделана строителями по созданию производственной базы — сданы в эксплуатацию комплекс бетонного завода, цеха сборочного железобетона и арматурный цех. Жители переселены из палаточного городка в добротные благоустроенные дома. Вскоре его заместителем был назначен прибывший в город молодой специалист Крупа Анатолий Андреевич.
В 1960—1962 г.г. были сданы клуб на 200 мест, баня, ателье по ремонту обуви, почта со сберкассой, три детских сада на 300 мест, больница на 27 коек.
В октябре 1962 г. строители начали закладку фундамента главного корпуса больничного комплекса. Были построены инфекционное отделение, пищеблок, родильное помещение и административно-хозяйственное отделение.
В 1963 г. предстояло ввести на ТЭЦ турбину мощностью 5000 киловатт и котел номер один производительностью 75 тонн пара в час, обеспечивающие теплом объекты комбината и посёлка Железногорска. В этом году комбинат и посёлок сооружали 5000 строителей. Началось строительство дома культуры «Горняк».
В сентябре 1963 г. сдан в эксплуатацию первый в Железногорске 48-квартирный дом. Предстоит сдать многоэтажные кирпичные дома, детский сад на 125 мест, детские ясли на 120 мест, столовую на 200 мест и другие объекты. В 1963 г. сдана в эксплуатацию школа № 1.
1964 г. — решающий этап стройки. Наращиваются темпы строительства, работы ведутся и днём, и ночью.
20 сентября 1965 г. Указом Президиума Верховного Совета РСФСР рабочий посёлок Железногорск преобразован в город районного подчинения с присвоением ему наименования — «город Железногорск-Илимский» и перенесением в него центра района.
В 1964 г. в Железногорске побывал писатель Константин Симонов.
С 1965 г. проводились занятия в горно-металлургическом техникуме, который сначала был филиалом Черемховского горного техникума. День рождения Железногорского техникума — июль 1966 года, когда Министерство чёрной металлургии СССР издало приказ об его организации.
В 1967 г. была построена районная больница на 240 мест с поликлиникой (позднее появится и четырёхэтажная городская поликлиника со светлыми кабинетами).
С 1968 г. работает Железногорское городское училище металлургов ПЛ-33. В 2006 году произошло объединение горно-металлургического техникума и профессионально-технического училища в профессиональный лицей.
В 1968 г. открылся самый большой магазин в городе — Дом одежды. В этом же году был сдан в эксплуатацию Дом культуры «Горняк». В апреле 1968 г. сдан в эксплуатацию и спортивный зал «Горняк».
В 1968 г. возвели первую в городе девятиэтажную «коробочку», тогда таких домов не было ни в одном из северных городов Восточной Сибири. Макет девятиэтажки проследовал по главным улицам города в праздничной колонне демонстрантов 7 ноября 1968 г. В декабре этого же года сдан в эксплуатацию первый в городе крупнопанельный дом на 90 квартир.
Застройка города велась на разных этапах по генеральным планам, разрабатываемым проектными институтами: «Гипроруда» в 1957 г. для 1-й очереди строительства города; ЛенНИИПградостроительства в 1974 г. для 2-й очереди строительства города и «Братскгражданпроект» в 1984 г. как продолжение 2-й очереди.
Город в перспективе был рассчитан на население 45 тысяч человек.
Постепенно Железногорск-Илимский застраивается крупнопанельными сборными и кирпичными домами — растёт новый каменный город. Правда, город не отличается своеобразием архитектурных форм, он состоит из двух-трёх-четырёх-пяти и девятиэтажных «коробочек». Разнообразие вносят здания объектов соцкультбыта. Различны по внешнему облику детские дошкольные учреждения. Интересен архитектурный ансамбль административных и общественных зданий на центральной площади города. В городе много лестниц, так как он расположен на горном склоне.
Железногорск-Илимский был первым городом в Восточной Сибири, где в 1969 г. построили широкоформатный кинотеатр «Илим», красивое здание из стекла и камня, оснащённый современной кинопроекционной и звуковоспроизводящей аппаратурой.
В 1970 г., накануне октябрьских праздников, железногорцы получили прекрасное кафе «Север». Строители изменили проект потолка и пола, при отделке применили деревоплиту, пластик, оргстекло. Теперь это здание используется в коммерческих целях.
21-22 апреля 1970 г. впервые приняты телевизионные передачи Братского телецентра через Железногорский ретранслятор. Телевышка поднялась до 148 метров. Параллельно с монтажом телевышки в здании ретранслятора монтировалась сложная аппаратура.
Для трудящихся КГОКа с 1971 г. функционировал санаторий-профилакторий на сто мест. Размещался он в комфортабельном здании в лесной зоне. Теперь это здание переоборудовано в общежитие.
В августе 1973 г. принята в эксплуатацию самая большая в Железногорске-Илимском школа № 4.
В настоящее время в распоряжении железногорцев около 380 тысяч квадратных метров жилья, 5 общеобразовательных школ, одна сменная общеобразовательная школа (бывшая вечерняя). Есть центральная детская школа искусств и центр развития творчества детей и юношества. Библиотечная сеть города представлена двумя центральными районными библиотеками (взрослой и детской), библиотекой семейного чтения.
В октябре 1977 г. в городе был открыт краеведческий музей. Сейчас это историко-художественный музей имени М. К. Янгеля.
В 1981 г. на берегу реки Илим построен лагерь отдыха для детей на 360 мест, зимой он должен был использоваться как база отдыха для трудящихся. В настоящее время лагерь заброшен.
11 апреля 1981 г. введён в эксплуатацию плавательный бассейн «Дельфин» — первое сооружение подобного типа, построенное за Уралом. В бассейне 50-метровая дорожка. Здесь имеются специализированные залы, игровой холл, зал женской гимнастики, тренажёрный зал, кабинет врачебного контроля, уголки для отдыха.
Почти ровесник города — стадион «Строитель». На промплощадке комбината недавно построен Ледовый дворец, в котором проводятся соревнования по хоккею.
На вершине горы в лесном массиве создана парковая зона.
Есть в городе сквер Илимских партизан с памятником, где захоронены останки видных илимских партизан, погибших в борьбе с колчаковщиной.
На центральной площади города сооружён бронзовый памятник славному земляку илимчан — выдающемуся конструктору ракетно-космических систем Михаилу Кузьмичу Янгелю. С площади вниз лестница ведёт к мемориалу воинам — илимчанам, павшим в годы Великой Отечественной войны. Воздвигнут в городе обелиск первостроителям Железногорска-Илимского.
Память о тех, кто открывал Коршуниху и в числе первых застраивал город, хранят в своих названиях улицы: Максима Иващенко и Гарри Щеголева, Строителей.
В северной части расположен десятый квартал города. Он, в основном, застроен пяти и девятиэтажными крупнопанельными и кирпичными домами улучшенной планировки различной цветовой гаммы. В дома встроены магазины, почтовое отделение.
В октябре 1985 г. в городе открыт новый торговый комплекс.
С августа 1988 г. в 13 микрорайоне работники комбината, по инициативе генерального директора В. Н. Хохлова, начали строить двухквартирные коттеджи.
В 2001 г. приступили к строительству православного собора для железногорцев по заказу церкви Казанской иконы Божией Матери и инвестора в лице КГОКа. Строительство Свято-Троицкого храма было завершено в 2007 г.

## Население
Численность населения, согласно последним данным, составляет около 27 тысяч человек. Для сравнения — на 1 января 1965 г. в городе проживало 16028 человек, на 1 января 1995 г. −33 тысячи жителей.
| 1959    | 1967    | 1970    | 1979    | 1989    | 1992    | 1996    | 1998    | 2000    |
| ------- | ------- | ------- | ------- | ------- | ------- | ------- | ------- | ------- |
| 2000    | ↗17 000 | ↗22 179 | ↗29 087 | ↗32 326 | ↗32 800 | ↗33 700 | ↘33 200 | ↘32 300 |
| 2001    | 2002    | 2003    | 2005    | 2006    | 2007    | 2008    | 2009    | 2010    |
| ↘31 500 | ↘29 093 | ↗29 100 | ↘27 800 | ↘27 200 | ↘26 900 | ↘26 600 | ↘26 352 | ↘26 079 |
| 2011    | 2012    | 2013    | 2014    | 2015    | 2016    | 2017    | 2018    | 2019    |
| ↘25 953 | ↘25 446 | ↘24 955 | ↘24 505 | ↘24 235 | ↘23 979 | ↘23 643 | ↘23 412 | ↘23 137 |
| 2020    | 2021    |         |         |         |         |         |         |         |
| ↘22 950 | ↘21 621 |         |         |         |         |         |         |         |

На 1 января 2025 года по численности населения город находился на 643-м месте из 1124 городов Российской Федерации.

## Экономика
Большое значение в жизни города играет Коршуновский горно-обогатительный комбинат, который входит в состав ОАО «Мечел». Это предприятие является одним из ключевых поставщиков железной руды для всех металлургических предприятий Кузбасса. КГОК — крупнейший налогоплательщик не только города, но и региона. Значительная часть населения занята в секторе добычи полезных ископаемых, с конца девяностых развивается и лесозаготовительный сектор.
Распоряжением Правительства РФ от 29 июля 2014 года № 1398-р «Об утверждении перечня моногородов» город включён в категорию «Монопрофильные муниципальные образования Российской Федерации (моногорода), в которых имеются риски ухудшения социально-экономического положения».
Основные предприятия:
- Коршуновский горно-обогатительный комбинат ОАО «Коршуновский ГОК» (входит в состав ОАО «Мечел») — градообразующее предприятие. Производит: железорудный концентрат.
- Теплоэлектроцентраль — ИТЭЦ-16.
- Железная дорога ОАО «РЖД» — ПЧ-19, ПТО, Локомотивное депо.

## Транспорт
Город находится на Восточно-Сибирской железной дороге, железнодорожная станция Коршуниха-Ангарская, через которую проходят множество пассажирских поездов, следующих по магистрали.
Город находится вблизи автомагистрали А331 «Вилюй», с которой соединён региональной трассой 25Н-360 длиной 13 км.
Имеется аэропорт, который функционирует как посадочная площадка. Регулярное авиасообщение с Иркутском началось 25 января 1969 г. рейсом самолёта Ил-14, с октября 1970 года — Як-40. После экономических реформ аэропорт оказался банкротом и прекратил своё существование, а возведённый в перестроечные времена комфортабельный аэровокзал оказался невостребованным.
С осени 2013 г. до 2016 года действовал рейс авиакомпании «ПАНХ» из Иркутска до Железногорска-Илимского на самолёте Cessna 208 Grand Caravan (пробный полёт был осуществлён в августе 2013).
В 2022 году авиакомпания СиЛА планировала осуществлять 3 рейса в неделю из Иркутска.

## Культура
- Историко-художественный музей имени М. К. Янгеля (родился в деревне Зырянова).
- Библиотека имени А. Н. Радищева (отбывал ссылку в Илимском остроге).
- РДК «Горняк».
- Библиотека семейного чтения.
- Памятник Янгелю.
- Торговый центр.

## Города-побратимы
- Город Саката, Япония (1979)[26][27].